# LOST + BRAIN
LOST + BRAIN (LOST+BRAIN? lett. "Perso+Cervello") è uno shōnen manga giapponese scritto da Tsuzuku Yabuno ed illustrato da Akira Otani. In Giappone è stato serializzato sulla rivista Weekly Shōnen Sunday. I capitoli sono stati successivamente raccolti in tre volumi tankōbon, pubblicati dal 16 maggio all'11 agosto 2008. La pubblicazione in italiano è avvenuta ad opera di Star Comics dal 9 settembre all'11 novembre 2009.
La serie, nonostante i disegni e l'ambientazione diversi, ricorda molto l'opera Death Note, anche a causa del carattere del protagonista, e del suo sogno di creare nel mondo un'utopia perfetta. Più volte inoltre, all'interno dei capitoli iniziali di Lost+Brain, le scene ricordavano azioni già viste in Death Note.

## Trama
Durante il primo anno di liceo, lo studente Hiyama Ren è stufo dell'attuale società noiosa ed insensata. Alla ricerca di un modo radicale per poter creare una sua utopia perfetta senza i rifiuti della società, viene a sapere da Takagi Yuka, una sua compagna di classe, dell'esistenza di una ipnosi con cui controllare le persone.
Il maggior rappresentante in questo campo è Kuonji Itsuki, famoso giapponese conosciuto in tutta la nazione e zio di Takagi Yuka, il quale riesce a convincere Ren attraverso una pratica d'ipnosi, della veridicità delle sue azioni. Cavia dell'esperimento è un compagno di classe di Ren, molto timido e schiavo dei ragazzi più grandi, ma che proprio grazie a questo controllo ipnotico fa delle azioni che normalmente non avrebbe mai il coraggio di fare, come imitare dei famosi cantanti rock.
Visto ciò, Ren capisce che attraverso l'ipnosi può conquistare il controllo di tutti i rifiuti della società e, un anno dopo, trasformatosi in un ragazzo gentile ed educato del secondo anno di liceo, inizia il suo piano di controllo della nazione.

## Personaggi
Ren Hiyama (氷山 漣?, Hiyama Ren)
Il protagonista della serie. Alla ricerca di un modo per raggiungere la sua utopia senza spazzatura umana, riceve l'aiuto dello zio di una sua compagna di classe, Takagi Yuka, grazie al quale comprende che la strada da intraprendere è l'ipnosi. Per questo, dopo un anno di addestramento, è pronto ad iniziare il secondo anno del liceo sicuro di poter attuare il suo piano.
Yuka Takagi (高木 由香?, Takagi Yuka)
Compagna di classe di Hiyama, è follemente innamorata di lui. Nelle prime pagine della serie decide di dichiararsi al ragazzo, ma viene con noia respinta senza alcuna cura per i sentimenti provati dalla ragazza. Nonostante ciò lei non si dà per vinta, e riesce anche ad essere indirettamente d'aiuto ad Hiyama, facendogli conoscere suo zio Kuonji Itsuki.
Itsuki Kuonji (九遠寺 一樹?, Kuonji Itsuki)
Possiede una Lamborghini Murciélago. È lo zio di Takagi Yuka, ed uno dei più famosi ipnotizzatori di tutto il Giappone. È proprio attraverso lui che Hiyama pianifica il suo piano d'azione.

## Manga
La serie è stata pubblicata nella rivista Shōnen Sunday. La serie si è conclusa con 27 capitoli raccolti in tre volumi.
| Nº | Titolo italiano Giapponese 「Kanji」 - Rōmaji | Data di prima pubblicazione           | Data di prima pubblicazione |
| Nº | Titolo italiano Giapponese 「Kanji」 - Rōmaji | Giapponese                            | Italiano                    |
| 1  | LOST＋BRAIN 1 「ＬＯＳＴ＋ＢＲＡＩＮ 1」 | 16 maggio 2008 ISBN 978-4-09-121395-2 | 9 settembre 2009            |
| 1  | Capitoli - Sign.001. Il potere ricercato (求めていた力?, Motometeita chikara) - Sign.002. Il potere dell'ipnosi (催眠の力?, Saimin no chikara) - Sign.003. Il terzo uomo (第三の人間?, Daisan no ningen) - Sign.004. Testamento (遺書?, Isho) - Sign.005. Lista pazienti (患者リスト?, Kanja risuto) - Sign.006. Roccia della memoria (記憶のロック?, Kioku no rokku) - Sign.007. Conclusione del piano (計画の結末?, Keikaku no ketsumatsu) |                                       |                             |
| 2  | LOST＋BRAIN 2 「ＬＯＳＴ＋ＢＲＡＩＮ ２」 | 18 luglio 2008 ISBN 978-4-09-121437-9 | 7 ottobre 2009              |
| 2  | Capitoli - Sign.008. Cosa cambiare... (変えるものは…?, Kaeru mo no ha...) - Sign.009. La vera forza (本当の強さ?, Honto no tsuyosa) - Sign.010. Palcoscenico del piano (計画の舞台?, Keikaku no butai) - Sign.011. Ancora un'altra ipnosi (もうひとつの催眠?, Mō hitotsu no saimin) - Sign.012. Scomparsa di gruppo (集団失踪?, Shūdan shissō) - Sign.013. Separazione (決別?, Ketsubetsu) - Sign.014. La coscienza dell soluzione dell'ipnotismo (解催眠の正体?, Kaisaimin no shōtai) - Sign.015. Percezione profonda (深層知覚?, Shinsō chikaku) - Sign.016. Capobanda (首謀者?, Shubōsha) - Sign.017. Contatto (接触?, Sesshoku) |                                       |                             |
| 3  | LOST＋BRAIN 3 「ＬＯＳＴ＋ＢＲＡＩＮ 3」 | 11 agosto 2008 ISBN 978-4-09-121457-7 | 11 novembre 2009            |
| 3  | Capitoli - Sign.018. Sala audiovisiva (視聴覚室?, Shichō kakushitsu) - Sign.019. Invocare (発動?, Hatsudō) - Sign.020. Vero essere (正体?, Shōtai) - Sign.021. Ripresa delle memorie (記憶の回復?, Kioku no kaifuku) - Sign.022. Avvertimento (警告?, Keikoku) - Sign.023. Il pianeta degli 「umani」 (「人間」の地?, 「Ningen」 no chi) - Sign.024. Alterazione della rinascita (生まれ変わり?, Umare kawari) - Sign.025. Sigillo scolpito (刻印?, Kokuin) - Sign.026. Un mondo distorto (歪んだ世界?, Iganda sekai) - Sign.027. Dopo la fine                                                                                      |                                       |                             |